# Iron Galaxy Studios
Az Iron Galaxy Studios egy chicagói székhelyű videójáték-fejlesztő cég, amelyet 2008. augusztus 15-én alapítottak. A stúdiónak a floridai Orlandóban is van egy irodája. A vállalat elsősorban nagyobb fejlesztőstúdiók játékait portolja át különböző platformokra. A cég első saját fejlesztésű játéka 2012-ben jelent meg Wreckateer címmel, amit 2013-ban a Divekick követett.

## Videójátékaik
| Cím                                                                          | Megjelenés | Platform                                                          |
| ---------------------------------------------------------------------------- | ---------- | ----------------------------------------------------------------- |
| Snood                                                                        | 2009       | iOS                                                               |
| Dark Void                                                                    | 2010       | PlayStation 3                                                     |
| Tron: Evolution                                                              | 2010       | PlayStation 3, Xbox 360                                           |
| A BioShock 2 Minerva’s Den és The Protector Trials Pack letölthető tartalmai | 2011       | Microsoft Windows                                                 |
| Street Fighter III: 3rd Strike Online                                        | 2011       | PlayStation 3, Xbox 360                                           |
| Back to the Future: The Game                                                 | 2011       | Wii                                                               |
| Scribblenauts Remix                                                          | 2011       | iOS                                                               |
| Wreckateer                                                                   | 2012       | Xbox 360                                                          |
| Marvel vs. Capcom Origins                                                    | 2012       | PlayStation 3, Xbox 360                                           |
| Darkstalkers Resurrection                                                    | 2013       | PlayStation 3, Xbox 360                                           |
| Ms. Splosion Man                                                             | 2013       | iOS, Windows Phone 7                                              |
| Dungeons & Dragons: Chronicles of Mystara                                    | 2013       | PlayStation 3, Xbox 360, Wii U, Microsoft Windows                 |
| Divekick                                                                     | 2013       | PlayStation 3, PlayStation Vita, Microsoft Windows, PlayStation 4 |
| Borderlands 2                                                                | 2014       | PlayStation Vita                                                  |
| Killer Instinct (második évad)                                               | 2014       | Xbox One                                                          |
| Borderlands: The Handsome Collection                                         | 2015       | PlayStation 4, Xbox One                                           |
| Capsule Force                                                                | 2015       | Microsoft Windows, PlayStation 4                                  |
| Batman: Arkham Knight                                                        | 2015       | Microsoft Windows                                                 |